# Alexei Fjodorowitsch Adaschew

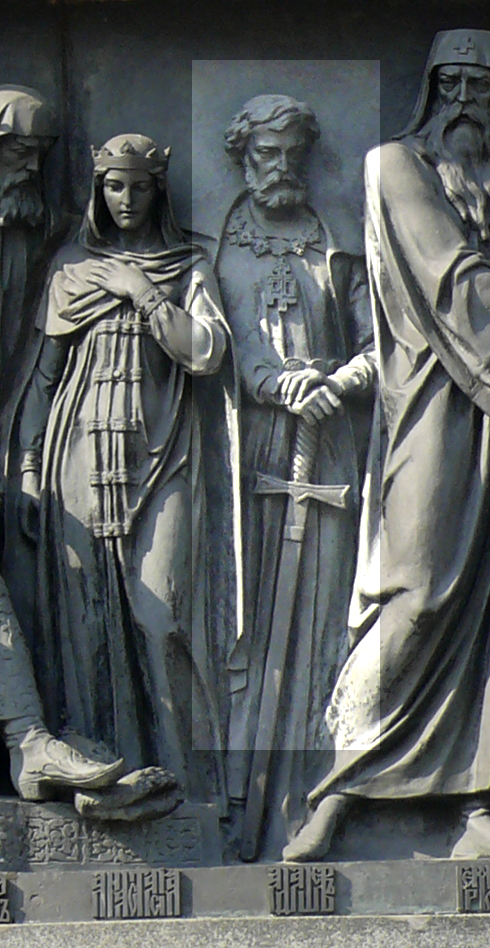
Darstellung Adaschews auf dem Nationaldenkmal Tausend Jahre Russland

Alexei Fjodorowitsch Adaschew (russisch Алексе́й Фёдорович Ада́шев; * 15. oder 16. Jahrhundert; † 1561 in Dorpat) war ein russischer Staatsmann. Sein Bruder war der erfolgreiche Feldherr Daniil Fjodorowitsch Adaschew. 

## Leben
Er wurde als Sohn einer aus Kostroma stammenden reichen Familie geboren. Seine Familie gehörte zum Dienstadel und war mit Moskauer Bojarengeschlechtern verschwägert. Der Familienname legt eine tatarische Herkunft der Familie nahe. Sein Vater war als Diplomat am Zarenhof tätig.
Adaschew wurde Kammerherr und persönlicher Vertrauter des noch jungen Zaren Iwan IV. Er arbeitete eng mit dem Geistlichen und Berater Silvester zusammen. 1549 übernahm er die Leitung des Bittschriften-Prikases, bevor er später das einflussreiche Amt des Vorstehers der Privatkanzlei des Zaren innehatte.
Er tat sich als Politiker, Geschichtsschreiber und Organisator des Kampfes gegen Kasan hervor und gehörte zu den führenden Personen der frühen Regierung von Iwan dem Schrecklichen. Faktisch nahm er die Funktion des Regierungsoberhaupts ein und war engster Mitarbeiter des Zaren.
Im Livländischen Krieg trat er für eine schnelle Beilegung des Konflikts durch einen Friedensvertrag ein, wohl weil er einen für Russland ungünstigen Kriegsverlauf erwartete. Auf Befehl des Zaren wurde er im Mai 1560 an der Front Wojewode von Livland. Allerdings geriet er in den Verdacht, mit Feinden zu konspirieren, und fiel beim Zaren in Ungnade. Er wurde 1560 nach Dorpat abgeführt, wo er 1561 verstarb.
Adaschew ist auf dem Nationaldenkmal Tausend Jahre Russland dargestellt.